# Älvsbackabron
Älvsbackabron är en gång- och cykelbro i Skellefteå som går över Skellefteälven mellan stadsdelarna Älvsbacka och Anderstorp. Bron, med spännvidd 130 m , totallängd 185 m och fri bredd 4 m är Nordens längsta snedstagsbro byggd i trä samt Nordens längsta träbro i ett spann för gång- och cykeltrafik. Den invigdes torsdag 25 augusti 2011. Namnet, som är ett resultat av en omröstning på lokaltidningen Norrans webbplats, offentliggjordes i samband med invigningen.
Skellefteå kommun var beställare och Martinsons i Kroksjön, Skellefteå har konstruerat och byggt överbyggnaden. Bron byggdes i samarbete med Europeiska regionala utvecklingsfonden och Luleå tekniska universitet.

Älvsbackabron utsågs till Årets kommunaltekniska projekt 2012 av Svenska kommunaltekniska föreningen. Motiveringen betonar att bron är vacker och funktionell samt att Skellefteå kommun har visat en stark vilja till förnyelse av träbyggandet och samverkat med Luleå tekniska universitet.
Unikt med bron är också den montagemetod som användes för överbyggnaden. Broplattan monterades genom lansering på ett i förväg uppspänt stagsystem.